# Mary Baxter Ellis
Mary "Dick" Baxter Ellis CBE (Newcastle upon Tyne, 12 novembre 1892 – Corbridge, 12 aprile 1968) è stata una militare britannico comandante della First Aid Nursing Yeomanry, nota anche come FANY.

## Biografia
Ellis nacque a Newcastle upon Tyne nel 1892. Sua madre era Mary Sharpe Taylor e suo padre sarebbe stato nominato primo sindaco di Newcastle nel 1907 e col tempo sarebbe diventato Sir Joseph Baxter Ellis. Era la prima dei loro quattro figli.
Ellis si iscrisse per unirsi ai Volontari Fanys nel 1915.
Ellis ricevette una medaglia nel 1918 dalla regina del Belgio per il suo servizio durante la prima guerra mondiale. I Fanys in Belgio erano riluttanti a lasciare la loro vita insieme e tornare a casa nel 1919. La decisione del loro comandante Grace McDougall fu presa per lei, perché sua madre era gravemente malata, quindi dovette tornare. Toccò a Ellis smobilitare i FANY e rimandarli 'in patria'. La decisione fu presa dopo aver visto i soldati/meccanici tornare dalla guerra e incapaci di trovare lavoro. Si riteneva che i lavori dovessero spettare agli uomini. Si pensava anche che i lavori dovessero spettare agli uomini. La FANY sarebbe stata completamente smantellata, ma l'organizzazione sfuggì perché erano tutti volontari. Tuttavia l'organizzazione divenne periferica e fu grazie alla leadership di Ellis ed altri che la FANY continuò. Era a capo della sezione del Northumberland nel 1928 e salì alla guida del corpo nel 1932, subentrando a The Boss Lilian Franklin OBE.
Helen Gwynne-Vaughan fu nominata controllore capo del neonato Auxiliary Territorial Service (ATS) nel 1939. Questo era un ruolo che Ellis aveva rifiutato poiché preferiva guidare il volontario First Aid Nursing Yeomanry (FANY). Ellis accettò tuttavia di fornire 1500 donne che prestassero servizio presso l'ATS fintanto che potessero essere indipendenti. Ciò fu accordato ma Gwynne-Vaughan ruppe l'accordo e costrinse lo staff della FANY ad essere assorbito. La Gwynne-Vaughan ricoprì il ruolo fino al 1941. Ellis sarebbe diventata vicedirettore dell'ATS durante la guerra. Mentre Marian Gamwell assunse la guida dei restanti FANY, sua sorella dimostrò un interesse speciale per i FANY che gestivano lo Special Operations Executive.
Ellis si ritirò nel 1947 e le succedette Maud MacLellan. Ellis andò a vivere con la sua fedele amica l'artista Marjorie (Tony) Kingston Walker, dove dipinsero e si prendevano cura dei cani a Bellingham e West Woodburn e morì in un ospedale di Corbridge nel 1968.